# Renardbreen
Renardbreen (pol. Lodowiec Lisa) – lodowiec w regionie Ziemi Wedel Jarslberg na Spitsbergenie, Svalbard. Lodowiec ma długość około 8 km (4,97 mi). Znajduje się on między grzbietami Activekammen i Bohlinryggen, i wpada do RechercheFjorden.